# Dactylophlebia
Dactylophlebia is een geslacht van haften (Ephemeroptera) uit de familie Leptophlebiidae.

## Soorten
Het geslacht Dactylophlebia omvat de volgende soorten:
- Dactylophlebia carnulenta